# Либе, Генрих
Генрих Либе (нем. Heinrich Liebe; 29 января 1908, Гота — 27 июля 1997, Эйзенах) — немецкий офицер-подводник, капитан 2-го ранга (1 октября 1944 года), участник Второй мировой войны.

## Биография
Окончил морскую кадетскую школу и 1 апреля 1929 года поступил на флот фенрихом. 1 октября 1931 года произведен в лейтенанты флота. С 1931 служил на линейном корабле «Шлезвиг-Гольштейн». В сентябре 1935 года переведен в только начавшие формироваться подводные силы.
1 октября 1936 года Либе был назначен командиром лодки U-2, которой командовал до 31 января 1938 года.
24 октября 1938 года Либе получил лодку U-38, на которой совершил 9 походов (проведя в море в общей сложности 333 суток).

## Вторая мировая война
После начала войны 6 сентября 1939 года потопил пароход «Маннар» (7242 брт) у побережья Португалии.
14 августа 1940 года награждён Рыцарским крестом Железного креста.
Либе стал широко известен только в последнем походе (середина 1941 года) к берегам Африки, когда он потопил 8 судов водоизмещением 47 279 брт. Во время похода 10 июня 1941 года награждён Рыцарским крестом с дубовыми листьями.
22 июля 1941 года Либе сдал командование U-38 и был переведен в штаб ОКМ, где провел около года.
В августе 1944 года переведен в штаб подводного флота.
Всего за время военных действий Либе потопил 34 судна общим водоизмещением 185 267 брт и повредил 1 судно водоизмещением 3670 брт.